# Campionati del mondo di atletica leggera 2019 - Maratona maschile
La gara della maratona maschile dei campionati del mondo di atletica leggera 2019 si è svolta a partire da un minuto prima della mezzanotte tra il 5 e il 6 ottobre a Doha, in Qatar.

## Podio
| Pos.    | Atleta          | Nazionalità | Tempo    |
| ------- | --------------- | ----------- | -------- |
| Oro     | Lelisa Desisa   | Etiopia     | 2h10'40" |
| Argento | Mosinet Geremew | Etiopia     | 2h10'44" |
| Bronzo  | Amos Kipruto    | Kenya       | 2h10'51" |

## Situazione pre-gara

### Record
Prima di questa competizione, il record del mondo (RM) e il record dei campionati (RC) erano i seguenti.
| Record                | Prestazione | Atleta               | Data                                | Competizione  |
| --------------------- | ----------- | -------------------- | ----------------------------------- | ------------- |
| Record mondiale       | 2h01'39"    | Eliud Kipchoge Kenya | 16 settembre 2018 Berlino, Germania |               |
| Record dei campionati | 2h06'54"    | Abel Kirui Kenya     | 22 agosto 2009 Berlino, Germania    | Mondiali 2009 |

### Campioni in carica
I campioni in carica, a livello mondiale e olimpico, erano:
| Campione | Atleta                        | Prestazione | Data                                   | Competizione                |
| -------- | ----------------------------- | ----------- | -------------------------------------- | --------------------------- |
| Olimpico | Eliud Kipchoge Kenya          | 2h08'44"    | 13 agosto 2016 Rio de Janeiro, Brasile | Giochi della XXXI Olimpiade |
| Mondiale | Geoffrey Kipkorir Kirui Kenya | 2h08'27"    | 6 agosto 2017 Londra, Gran Bretagna    | Mondiali 2017               |

### La stagione
Prima di questa gara, gli atleti con le migliori tre prestazioni dell'anno erano:
| Pos. | Atleta                  | Prestazione | Data                                |
| ---- | ----------------------- | ----------- | ----------------------------------- |
| 1    | Kenenisa Bekele Etiopia | 2h01'41"    | 29 settembre 2019 Berlino, Germania |
| 2    | Eliud Kipchoge Kenya    | 2h02'37"    | 28 aprile 2019 Londra, Regno Unito  |
| 3    | Birhanu Legese Etiopia  | 2h02'48"    | 29 settembre 2019 Berlino, Germania |

## Classifica
La gara si è tenuta il 29 settembre dalle ore 21:, con i seguenti risultati:
| Pos.    | Atleta                      | Nazionalità                 | Tempo   | Note                                     |
| ------- | --------------------------- | --------------------------- | ------- | ---------------------------------------- |
| Oro     | Lelisa Desisa               | Etiopia                     | 2'10"40 | Miglior prestazione personale stagionale |
| Argento | Mosinet Geremew             | Etiopia                     | 2'10"44 |                                          |
| Bronzo  | Amos Kipruto                | Kenya                       | 2'10"51 |                                          |
| 4       | Callum Hawkins              | Regno Unito                 | 2'10"57 |                                          |
| 5       | Stephen Mokoka              | Sudafrica                   | 2'11"09 |                                          |
| 6       | Zersenay Tadese             | Eritrea                     | 2'11"29 | Miglior prestazione personale stagionale |
| 7       | El Hassan El-Abbassi        | Bahrein                     | 2'11"44 | Miglior prestazione personale stagionale |
| 8       | Hamza Sahli                 | Marocco                     | 2'11"49 |                                          |
| 9       | Tadesse Abraham             | Svizzera                    | 2'11"58 |                                          |
| 10      | Daniel Mateo                | Spagna                      | 2'12"15 |                                          |
| 11      | Laban Korir                 | Kenya                       | 2'12"38 |                                          |
| 12      | Yassine Rachik              | Italia                      | 2'12"41 |                                          |
| 13      | Fred Musobo                 | Uganda                      | 2'13"42 |                                          |
| 14      | Geoffrey Kirui              | Kenya                       | 2'13"54 | Miglior prestazione personale stagionale |
| 15      | Eyob Faniel                 | Italia                      | 2'13"57 | Miglior prestazione personale stagionale |
| 16      | Alphonce Simbu              | Tanzania                    | 2'13"57 |                                          |
| 17      | Tomas Hilifa Rainhold       | Namibia                     | 2'14"38 |                                          |
| 18      | Stephen Kiprotich           | Uganda                      | 2'15"04 |                                          |
| 19      | Paulo Roberto Paula         | Brasile                     | 2'15"09 |                                          |
| 20      | Yang Shaohui                | Cina                        | 2'15"17 |                                          |
| 21      | Thonakal Gopi               | India                       | 2'15"57 |                                          |
| 22      | Félicien Muhitira           | Ruanda                      | 2'16"21 |                                          |
| 23      | Ahmed Osman                 | Stati Uniti                 | 2'16"22 | Miglior prestazione personale stagionale |
| 24      | Weldu Negash Gebretsadik    | Norvegia                    | 2'16"35 |                                          |
| 25      | Hiroki Yamagishi            | Giappone                    | 2'16"43 | Miglior prestazione personale stagionale |
| 26      | Tiidrek Nurme               | Estonia                     | 2'17"38 |                                          |
| 27      | Malcolm Hicks               | Nuova Zelanda               | 2'17"45 |                                          |
| 28      | Adhanom Abraha              | Svezia                      | 2'17"57 |                                          |
| 29      | Yuki Kawauchi               | Giappone                    | 2'17"59 |                                          |
| 30      | Caden Shields               | Nuova Zelanda               | 2'18"08 |                                          |
| 31      | Thijs Nijhuis               | Danimarca                   | 2'18"10 |                                          |
| 32      | Desmond Mokgobu             | Sudafrica                   | 2'18"21 |                                          |
| 33      | Roman Fosti                 | Estonia                     | 2'18"30 | Miglior prestazione personale stagionale |
| 34      | Ngonidzashe Ncube           | Zimbabwe                    | 2'18"42 |                                          |
| 35      | Fëdor Šutov                 | Atleti Neutrali Autorizzati | 2'18"58 |                                          |
| 36      | John Mason                  | Canada                      | 2'19"21 |                                          |
| 37      | Kohei Futaoka               | Giappone                    | 2'19"23 |                                          |
| 38      | Elkanah Kibet               | Stati Uniti                 | 2'19"33 | Miglior prestazione personale stagionale |
| 39      | Julian Spence               | Australia                   | 2'19"40 |                                          |
| 40      | Tseveenravdangiin Byambajav | Mongolia                    | 2'20"07 |                                          |
| 41      | Lemawork Ketema             | Austria                     | 2'20"45 |                                          |
| 42      | Thomas De Bock              | Belgio                      | 2'21"13 |                                          |
| 43      | Stephen Scullion            | Irlanda                     | 2'21"31 |                                          |
| 44      | Wellington Bezerra da Silva | Brasile                     | 2'21"49 |                                          |
| 45      | Berhanu Girma               | Canada                      | 2'22"28 |                                          |
| 46      | Andrew Epperson             | Stati Uniti                 | 2'23"11 |                                          |
| 47      | Munyaradzi Jari             | Zimbabwe                    | 2'23"34 |                                          |
| 48      | Dmitrijs Serjogins          | Lettonia                    | 2'24"00 | Miglior prestazione personale            |
| 49      | Andrey Petrov               | Uzbekistan                  | 2'24"54 |                                          |
| 50      | Ihor Porozov                | Ucraina                     | 2'26"11 |                                          |
| 51      | Vagner da Silva Noronha     | Brasile                     | 2'26"11 |                                          |
| 52      | Isaac Mpofu                 | Zimbabwe                    | 2'29"24 |                                          |
| 53      | Uladzislau Pramau           | Bielorussia                 | 2'31"04 |                                          |
| 54      | Bat-Ochiryn Ser-Od          | Mongolia                    | 2'36"01 |                                          |
| 55      | Nicolás Cuestas             | Uruguay                     | 2'40"05 |                                          |
|         | Evans Chebet                | Azerbaigian                 | dnf     |                                          |
|         | Olivier Irabaruta           | Burundi                     | dnf     |                                          |
|         | Benson Seurei               | Bahrein                     | dnf     |                                          |
|         | Duo Bujie                   | Cina                        | dnf     |                                          |
|         | Merhawi Kesete              | Eritrea                     | dnf     |                                          |
|         | Okubay Tsegay               | Eritrea                     | dnf     |                                          |
|         | Mule Wasihun                | Etiopia                     | dnf     |                                          |
|         | Daniele Meucci              | Italia                      | dnf     |                                          |
|         | Paul Lonyangata             | Kenya                       | dnf     |                                          |
|         | Mohamed Reda El Aaraby      | Marocco                     | dnf     |                                          |
|         | Derlis Ayala                | Paraguay                    | dnf     |                                          |
|         | Thabiso Benedict Moeng      | Sudafrica                   | dnf     |                                          |
|         | Stephano Huche Gwandu       | Tanzania                    | dnf     |                                          |
|         | Augustino Paulo Sulle       | Tanzania                    | dnf     |                                          |
|         | Tony Ah-Thit Payne          | Thailandia                  | dnf     |                                          |
|         | Polat Kemboi Arıkan         | Turchia                     | dnf     |                                          |
|         | Mert Girmalegesse           | Turchia                     | dnf     |                                          |
|         | Solomon Mutai               | Uganda                      | dnf     |                                          |